# Roland de Crémone
Roland de Crémone (1178-1259), dominicain, théologien, professeur à l'université médiévale de Toulouse dès sa fondation en 1229.
Maître ès arts à Bologne, il était entré dans l'ordre en 1219. Arrivé à Paris en 1228, il fut bachelier sententiaire de Jean de Saint-Gilles, un maître séculier anglais et venait de prendre sa maîtrise en théologie en 1229 